# 伯斯尼

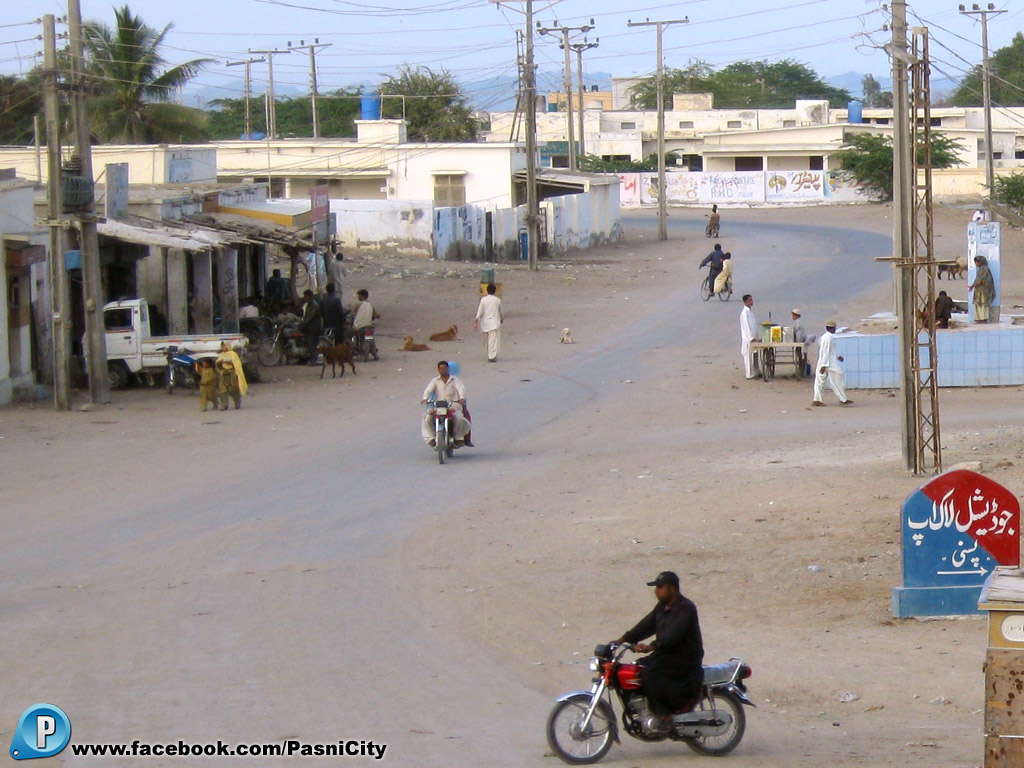
伯斯尼

伯斯尼是位于巴基斯坦西部俾路支省瓜达尔区的渔港。人口约33000。《郑和航海图》第二十一图作八思尼。英国学者J.V.G.Mills 认为八思尼就是今巴基斯坦的伯斯尼。